# Love Dies Young
Love Dies Young è un singolo del gruppo musicale statunitense Foo Fighters, pubblicato il 22 novembre 2021 come sesto estratto dal decimo album in studio Medicine at Midnight.

## Descrizione
Come spiegato dal frontman Dave Grohl, il brano è nato come scherzo tra i componenti del gruppo durante le lavorazioni al disco, decidendo di completarlo successivamente. Musicalmente presenta una struttura inusuale per i Foo Fighters, presentando un riff ispirato agli ABBA che evolve in un altro ispirato a Keep Yourself Alive dei Queen. Il chitarrista Chris Shiflett ha inoltre aggiunto che il suo riff di chitarra («una galoppata ritmica») trae ispirazione dalle composizioni dei Survivor, in particolar modo al loro singolo Eye of the Tiger.

## Video musicale
Il video, diretto da Grohl, è stato pubblicato il 18 novembre 2021 attraverso il canale YouTube del gruppo e ha come protagonista Jason Sudeikis.

## Formazione
Gruppo
- Dave Grohl – voce, chitarra
- Taylor Hawkins – batteria
- Nate Mendel – basso
- Chris Shiflett – chitarra
- Pat Smear – chitarra
- Rami Jaffee – tastiera

Altri musicisti
- Barbara Gruska – cori
- Samatha Sidley – cori
- Laura Mace – cori
- Inara George – cori
- Violet Grohl – cori
- Omar Hakim – percussioni

Produzione
- Greg Kurstin – produzione
- Foo Fighters – produzione
- Alex Pasco – assistenza tecnica
- Darrell Thorp – ingegneria del suono
- Mark "Spike" Stent – missaggio
- Matt Wolach – assistenza al missaggio
- Randy Merrill – mastering

## Classifiche
| Classifica (2021)             | Posizione massima |
| ----------------------------- | ----------------- |
| Canada (rock)                 | 11                |
| Regno Unito (rock & metal)    | 18                |
| Stati Uniti (alternative)     | 21                |
| Stati Uniti (hard rock)       | 13                |
| Stati Uniti (mainstream rock) | 17                |